# Robin Becker (Fußballspieler)
Robin Tim Becker (* 18. Januar 1997 in Solingen) ist ein deutscher Fußballspieler.

## Karriere
Robin Becker spielte bis 2008 im Leichlinger Stadtteil Witzhelden für den dortigen VfL und kam 2008 in die Jugend von Bayer 04 Leverkusen. Nach sieben Jahren in der Jugend erhielt er 2015 dort seinen ersten Profivertrag und band sich bis 2018 an den Verein. In der Saison 2015/16 war er Teil der Bundesligamannschaft, verletzte sich jedoch schwerer und stand während der gesamten Saison nicht ein Mal im Kader; er kam ausschließlich zu drei Einsätzen in der A-Jugend-Bundesliga.
Mitte Juli 2016 wurde Becker für eine Saison an den Zweitligisten 1. FC Heidenheim ausgeliehen. Sein Profidebüt gab er am 21. August 2016 beim 2:1-Auswärtssieg in der Erstrundenpartie des DFB-Pokals bei der SG Wattenscheid 09, in der er von Beginn an über die gesamte Spielzeit aufgeboten wurde. Am 20. September 2016 debütierte er beim 0:0-Unentschieden beim SV Sandhausen in der 2. Bundesliga; auch diese Partie bestritt er über die volle Spielzeit.
Nach dem Ende seiner Leihe in Heidenheim verließ er Leverkusen und unterschrieb Mitte Juni 2017 einen Dreijahresvertrag ab der Saison 2017/18 bei Eintracht Braunschweig. Nach drei Spielzeiten wechselte er zu Dynamo Dresden.
Ende Januar 2024 schloss er sich nach über einem halben Jahr Vereinslosigkeit dem Drittligisten 1. FC Saarbrücken an, für die er bis zum Saisonende spielte. Im Februar 2025 endete die erneute Vereinslosigkeit, als er vom Oberligisten VfR Mannheim verpflichtet wurde.